# 小金邊
美国加州长滩小柬埔寨人城镇或者高棉区 （英文：Little Cambodia Town or Little Kampuchea, Long Beach, California USA）是指沿着美国加州长滩东区的大西洋安纳罕街和乎尼别罗大道之间大约一公里长的商务走廊 ，该地区拥有众多的柬埔寨餐厅，服装店和珠宝店，以及教堂，寺庙和服务中心。还有许多其他企业，如汽车修理店，是柬埔寨裔美国人与美国籍柬埔寨华人所拥有。

## 人口
美国加州长滩柬埔寨人城镇被誉为“美国柬埔寨人的首都”，长滩拥有19,998居民的柬埔寨裔与柬埔寨华人（全市人口的4％） 。是继法国巴黎市之后。柬埔寨裔分布最多的地区，这个城市有柬埔寨领事馆。这里许多的柬埔寨人大部分是从1975年至1979年民主柬埔寨的难民。
- Cambodian American
- Cambodian Canadian

## 深入阅读
- "ទីក្រុងខ្មែរ «Cambodia Town» ត្រូវបានបង្កើតនៅលើទឹកដីសហរដ្ឋអាមេរិកក្នុងក្រុងឡងប៊ិច រដ្ឋកាលីហ្វ័រនីញ៉ា." ( （页面存档备份，存于）) Koh Santepheap Daily.